# Поплаухин, Игорь Геннадьевич
И́горь Генна́дьевич Поплау́хин (родился 5 марта 1986, Москва) — российский кинорежиссёр и сценарист.

## Биография
Окончил московскую гимназию № 1514. В 2008 году окончил факультет журналистики МГУ им. М. В. Ломоносова, затем — Московскую школу нового кино (режиссерская лаборатория Дмитрия Мамулии). Работал в журналистике, а также в сфере рекламы и PR. Ведущий преподаватель Московской школы нового кино.
Участник конкурсных программ ряда фестивалей: Монреальский международный кинофестиваль, «Дух огня», Eurasia, «Послание к человеку», Sarajevo Film Festival, «Московская премьера», SHNIT, «Сталкер», «Святая Анна».
В разное время короткометражные картины Игоря Поплаухина демонстрировались в монреальском филиале Института Гете, в московском Мультимедиа Арт Музее в рамках «Ночи искусств», в музее «Гараж».

## Фильмография

### Режиссёр
- 2011 — «Пятна на солнце», короткометражный[6]
- 2014 — «Асфальт», короткометражный
- 2016 — «22», короткометражный
- 2017 — «Календарь», короткометражный[7][8]
- 2021 — «На тебе сошёлся клином белый свет»[9]

### Сценарист
- 2011 — «Пятна на солнце», короткометражный
- 2014 — «Асфальт», короткометражный
- 2016 — «22», короткометражный
- 2017 — «Календарь», короткометражный
- 2019 — «Маруся», короткометражный
- 2021 — «Выжившие. Второй сезон»
- 2021 — «На тебе сошёлся клином белый свет»
- 2022 — «Время года зима»
- 2024 — «Андромеда», короткометражный
- 2024 — «Слон»
- 2025 — «Шурале»

## Награды и премии
- За фильм «Календарь»:
  - 2018 — 2 приз программы «Синефондасьон» Каннского кинофестиваля[10]
  - 2018 — Гран-при «Кинотавр. Короткий метр»[11]
  - 2018 — специальный приз жюри Pacific Meridian[12]
  - 2018 — специальный диплом прессы Сочинского международного кинофестиваля и кинопремии «Ирида»[13]